# Oskar Lindberg (formgivare)

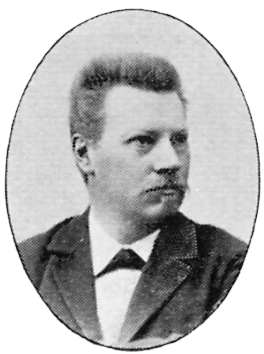
Oskar Lindberg

Johan Oskar Lindberg, född i Kalmar 14 april 1852, död 28 mars 1916, var en svensk arkitekt och möbelformgivare.
Lindeberg bedrev studier i Uppsala 1871-1872 och vid Teknologiska institutet i Stockholm 1872-1873. Han studerade därefter vid Kungliga Akademien för de fria konsterna 1873-1877.

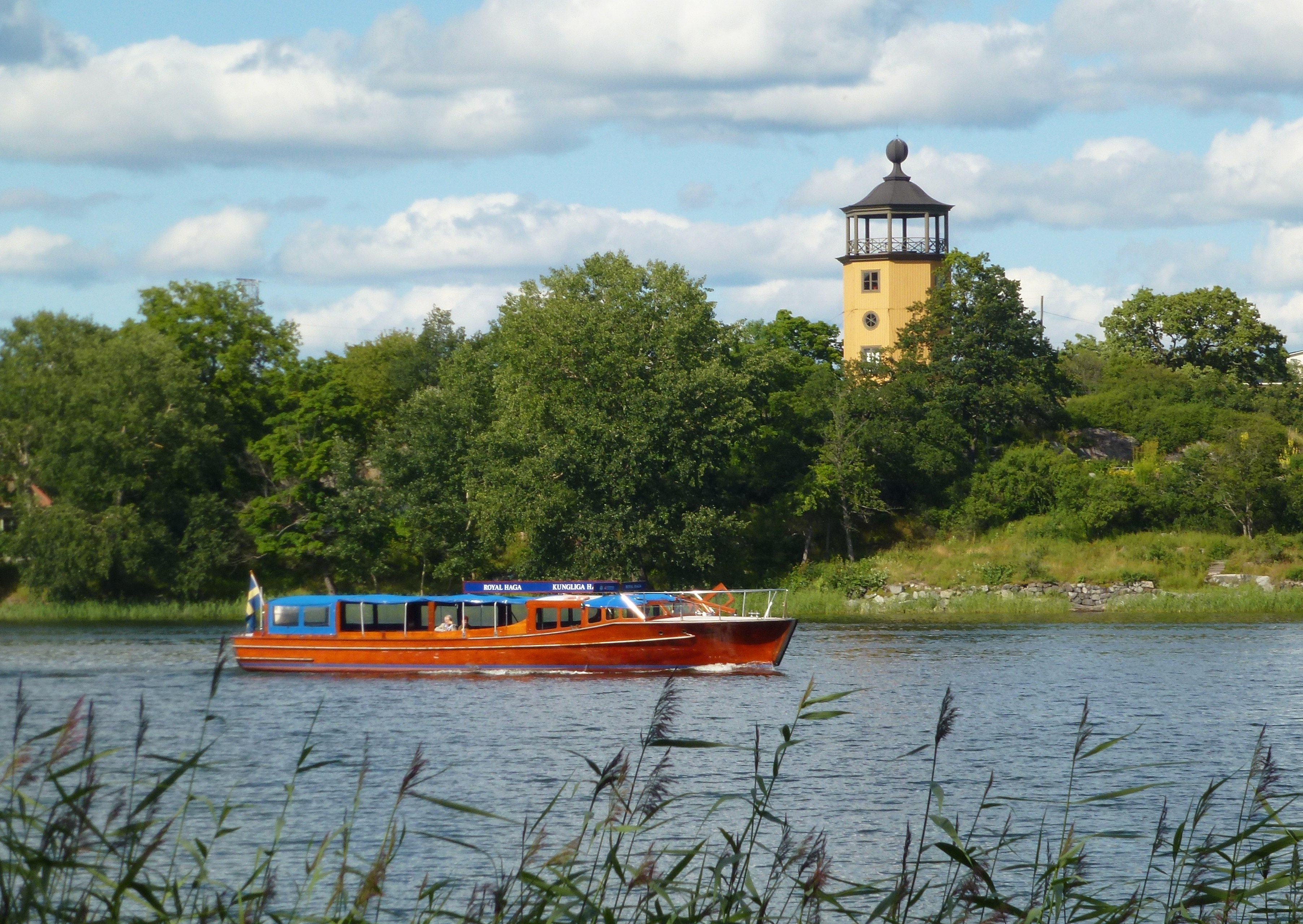
Wittrocks torn.

Efter studierna arbetade han som ritbiträde hos Magnus Isæus där han stannade fram till 1880. Från 1881 var han verksam som konstindustriell mönsterritare, med specialisering på möbler. 1883 tillträdde han en även tjänst vid Teknologiska institutet i konstindustri- och fackteckning.
Lindberg var en flitig fotograf och även intresserad av botanik. För Bergianska trädgården och på uppdrag av Veit Wittrock ritade han det så kallade Wittrocks torn, som uppfördesår 1908 på berget vid Gustavsborg med utsikt över Brunnsviken.